# 钟畅姿
钟畅姿（1971年4月18日—），女，广西河池人，水族，中国共产党党员，中华人民共和国政治人物。曾任广西壮族自治区梧州市市长，现任钦州市委书记。

## 生平
2009年11月至2016年1月，任中共崇左市委常委、组织部部长。
2016年1月至2016年5月，任中共贵港市委副书记。
2016年5月至2020年1月，任贵港市委副书记、桂平市委书记。
2020年1月至2020年2月，任中共梧州市委副书记。
2020年2月至2020年5月，任梧州市委副书记，市人民政府代市长、党组书记。
2020年5月，任梧州市委副书记，市人民政府市长、党组书记。
2023年5月，任中共钦州市委书记。